# Jelena Choedasjova
Jelena Anatolevna Choedasjova (Russisch: (Елена Анатольевна Худашова), (Chabarovsk, 10 juli 1965), is een voormalig basketbalspeelster die uitkwam voor het nationale team van de Sovjet-Unie en het Gezamenlijk team en Rusland. Ze werd Meester in de sport van de Sovjet Unie in 1992.

## Carrière
Choedasjova studeerde af aan de Wolgograd GIFCA.
Choedasjova speelde van 1984 tot 1988 voor Dinamo Novosibirsk. Ze won met Dinamo het landskampioenschap van de Sovjet-Unie in 1986, 1987 en 1988. Ze werd tweede in 1985 en derde in 1981 en 1982. Met Dinamo verloor Choedasjova twee keer de EuroLeague Women in 1987 en 1988. Choedasjova won een keer de Ronchetti Cup in 1986. Choedasjova won die wedstrijd van BSE Boedapest uit Hongarije met 81-58. In 1988 ging Choedasjova spelen voor Dinamo Wolgograd. Met die club werd derde om het landskampioenschap van de Sovjet-Unie in 1989 en 1990. In 1991 verliet ze die club en ging spelen in Frankrijk voor Challes-les-Eaux Basket. In 1993 stapte ze over naar CJM Bourges Basket in Frankrijk. Ze won met deze club haar tweede Ronchetti Cup in 1995. Ze wonnen van Primizie Basket Parma uit Italië met een totaalscore over twee wedstrijden van 112-100. In 1997 ging ze spelen in Italië voor Rescifina Messina en later voor Villa Pini Chieti.
Met het nationale team van de Sovjet-Unie won Choedasjova brons op de Olympische Spelen in 1988. Ook won ze twee gouden medailles op de Europese Kampioenschappen in 1987, 1989. In 1992 speelde Choedasjova voor het Gezamenlijk team op de Olympische Spelen. Ze won de gouden medaille. Met het nationale team van Rusland won ze op het Wereldkampioenschap zilver in 1998. Ook won ze brons in 1999 en zilver in 2001 op de Europese Kampioenschappen.

## Privé
Ze trouwt met de voorzitter van Challes-les-Eaux Basket, Jean-Claude Clanet, en ze hebben samen een dochter Katia Clanet die ook basketbalspeelster is.

## Erelijst
- Landskampioen Sovjet-Unie: 2
  - Winnaar: 1986, 1988
  - Tweede: 1985
  - Derde: 1981, 1982, 1989, 1990
- Landskampioenschap Frankrijk: 3
  - Winnaar: 1992, 1993, 1995
- EuroLeague Women:
  - Runner-up: 1987, 1988
- Ronchetti Cup: 2
  - Winnaar: 1986, 1995
- Olympische Spelen: 1
  - Goud: 1992
  - Brons: 1988
- Wereldkampioenschap:
  - Zilver: 1998
- Europees Kampioenschap: 2
  - Goud: 1987, 1989
  - Zilver: 2001
  - Brons: 1999
- Goodwill Games:
  - Zilver: 1990